# Orgies-Rutenberg (Adelsgeschlecht)

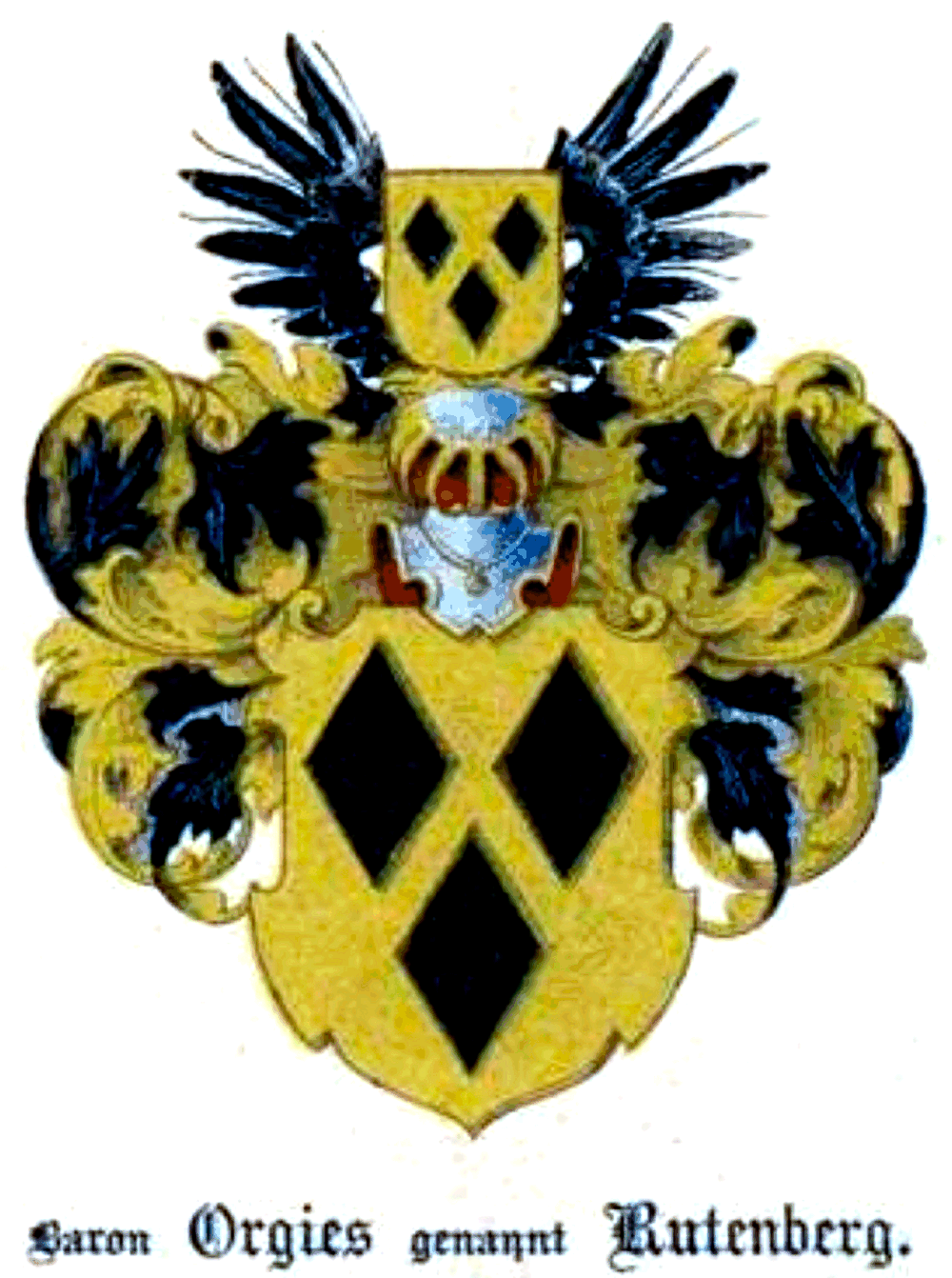
Wappen der Adelsfamilie Orgies-Rutenberg

Orgies-Rutenberg ist der Name eines baltischen Adelsgeschlechts, welches im Herkunftsstamm aus Braunschweig stammte und über Pommern nach Livland einwanderte und sich im späteren Kurland ansiedelte. Neben einer Reihe von hochrangigen Offizieren hat das Geschlecht der Orgies eine Reihe bekannter Persönlichkeiten hervorgebracht. Die Familie Orgies gen. Rutenberg ist laut Senats-Ukas vom 3. April 1862, Nr. 2823, berechtigt, den Baronstitel zu führen.

## Geschichte
In der im Jahr 1241, von Thorkill von Ribe, dem Bischof von Reval, zusammengestellten „Kleinen Estlandliste“, findet man einen „Leo de Reno“ und einen „Henricus de Rine“ verzeichnet, beide hatten in einem größeren Umfang Landbesitz. Trotz der unterschiedlichen Schreibweise geht man davon aus, dass es sich um Brüder handeln könnte, die aus Pommern eingewandert waren und aus einem dort ansässigen Vasallengeschlecht namens „von Rhein“ stammen. Deren Ursprungsheimat könnte „wohl im Zuge der deutschen Landnahme im Osten aus dem Rheinlande nach Pommern gelangt sein“. Bei den nach Alt-Livland eingewanderten deutschstämmigen Familien war es üblich sich nach dem Ort, an dem man Besitz und Güter hatte und an dem man seinen Wohnsitz gelegt hatte, zu benennen. Die damaligen „de Reno“ oder „de Rine“ benannten sich nach dem damaligen Dorf Orrenhof, mit dem 1241 Leo de Reno, wie in der Revaler Liste vorzufinden ist, belehnt worden war. Später wird ein Henricos Orghos, der 1296 als Ritter Henricus de Orghys nachgewiesen werden kann, erwähnt. Da dessen Sohn Leo de Orghys das gleiche Wappen wie die pommerschen „von Rhein“ führte, kann davon ausgegangen werden, dass es sich auch bei Leo de Reno um den Stammvater des noch heutigen Adelsgeschlechts Orgies-Rutenberg handelt.

### In Alt-Livland
In den altlivländischen Kreisgebieten Harrien-Wierland hatten sich die Orgies sesshaft gemacht und 1306 war Ritter Leo de Orgies dort als Landrat politisch tätig, sie waren der dänischen Herrschaft wohlgesinnt. Im Jahre 1346 kamen größere Gebiete Alt-Livlands, trotz des Widerstands – des mit Dänemark sympathisierenden Adelstands – unter die Oberherrschaft des Livländischen Ordens. Neben anderen deutsch- und pommernstämmigen Familien ließen sich danach keine weiteren Orgies im Ordensgebiet nieder und waren auch dort weiterhin nicht registriert.

### In Livland
Die Orgies siedelten sich für die nächsten zweieinhalb Jahrhunderte auf der livischen Seite des Erzstiftes Riga an und wurden Nachbarn der Adelsfamilien Koskull, Pahlen und Aderkas, sie erwarben die Güter Idell (Orgieshof) und Zernau (Wrangelhof). Zu ihren Nachfahren zählte der Stiftsvogt zu Teiden, Heinrich Orgiesein Sohn des Nicolaus Orges. Erst ab dem 15. Jahrhundert lässt sich eine geordnete Stammreihe, die mit Odert Orgies (1424–1444) beginnt nachweisen.

#### Idell (Orgieshof)
Im Jahre 1531 bestätigte der Ordensmeister Wolter von Plettenberg dem Reinhold Orgas den Besitz, der früher schon seinen Vorfahren gehörigen Güter, folgender Güter: Idell, Eichenangern und Zarnau. Im Jahre 1597 wurde vom König Sigismund III. Wasa (1566–1632) dem Philip Orgas zu Frauenberg, dem jene Güter durch Erbschaft zugefallen waren bestätigt. Da dieser ohne männliche Nachkommen war verpfändete er den Orgieshof an Frau von Zoege. Durch mehrere Erbschaften und Verpfändungen gelangte der Orlishof 1636 an Jürgen Zoege, 1637 an Wolmar Ungern, 1757 an Johann Adolph Baron Ungern-Sternberg, der es letztendlich an Adam Burchard von Ceumern verkaufte.

#### Eichenangern
Eichenangern war langjähriges Eigentum der Orgies und wurde 1565 von Bertram Orgies an Fabian von Ungern zu Prückel verkauft. 1632 war es in Besitz der Elisabeth von Ungern und 1654 ging es durch Heirat an Wolter Stackelberg über. Wiederum durch Vererbungen und späterem Verkauf gelangte es 1785 an den Geheimrat von Völkersam.

#### Zernau (Wrangelhof)
Dieses Gut gehörte ebenfalls zu den Besitzungen der Familie Orgies und war 1531 von dem Ordensmeister Plettenberg dem Reinhold Orgies bestätigt worden, dessen Sohn Bertram es 1542 besaß. Die Tochter dieses Bertram Orgies war mit dem Kanzler des Bischofs von Dorpat verheiratet, dessen Sohn Bertram dadurch ein Erbrecht auf Zernau erlangte, welches wiederum von Sigismund III. bestätigt wurde. 1630 hatte die Witwe Wessel, die sich als Erbin der Orgies betrachtete, dieses Gut erhalten und 1637 gehörte es dem Jürgen Wessel. Danach wurde es zum Eigentum der schwedischen Krone und König Carl XI. überließ es 1677 dem Postdirektor Statius Stein.

### In Kurland
Als Polen und Schweden am Ende des 16. Jahrhunderts auf livländischen Boden ihren Kampf um die Großmachtstellung an der Ostsee ausfochten, verließen die Orgies ihre Stammsitze im ehemaligen Erzstift Riga und wanderten nach Kurland ab. Philipp Orgies und sein Bruder Matthias gehörten zur polnischen Partei innerhalb des Adels und standen beim König Sigismund III. in hoher Gunst.

## Herkunftszweifel und Wappendifferenzen
Es besteht eine Wappenähnlichkeit mit den, aus Rautenberg bei Hildesheim stammenden, von Rutenberg, wobei allerdings die Orgies drei, die Rutenbergs aber sieben schwarze Rauten auf goldenem Grund hatten. Die Ähnlichkeit führte aber wohl zu der Annahme, dass die Orgies mit den Rutenbergs im Stift Hildesheim eines Stammes sein könnten. Diese Darlegung ist urkundlich nicht zu begründen und beruht wohl allein auf der Wappenähnlichkeit beider Geschlechter, führte aber zur Annahme des Beinamens.

### Namensherkunft
Die Urabstammung der Orgies-Rutenberg wird auf Leo de Reno zurückgeführt, „weitere Abzweige kamen in Luzern, Rheinland, Braunschweig, Lüneburg, Holland und Belgien…“ vor. Die Braunschweiger wurden von den Herzögen Bogislav II. und Casimir II. nach Pommern berufen und 1187 mit wüsten Feldmarken auf Wollin belehnt. Die Familienangehörigen „de Reno“ oder „de Rine“ benannten sich nach dem damaligen Dorf Orkae (estnisch Oru und deutsch Orrenhof) um, aus dem dann Orgies wurde. Der Doppelname „Orgies gen. Rutenberg“ tauchte erstmals 1598 auf dem Testament eines Wilhelm Orgies in den urkundlichen Quellen Kurlands auf. Der Bezug auf Rutenberg ist unbekannt, mag aber mit der Wappenähnlichkeit mit dem Geschlecht derer von Rutenberg zusammenhängen. Dennoch wird der Doppelname „Orgies gen. Rutenberg“ häufiger urkundlich erwähnt und fand in den offiziellen Schreiben der königlichen Kanzlei in Warschau bereits davor ihren Platz. Schließlich setzte sich der Name Orgies gen. Rutenberg in Kurland fest und ging später in die moderne Schreibweise „Orgies-Rutenberg“ über.

### Wappenherkunft

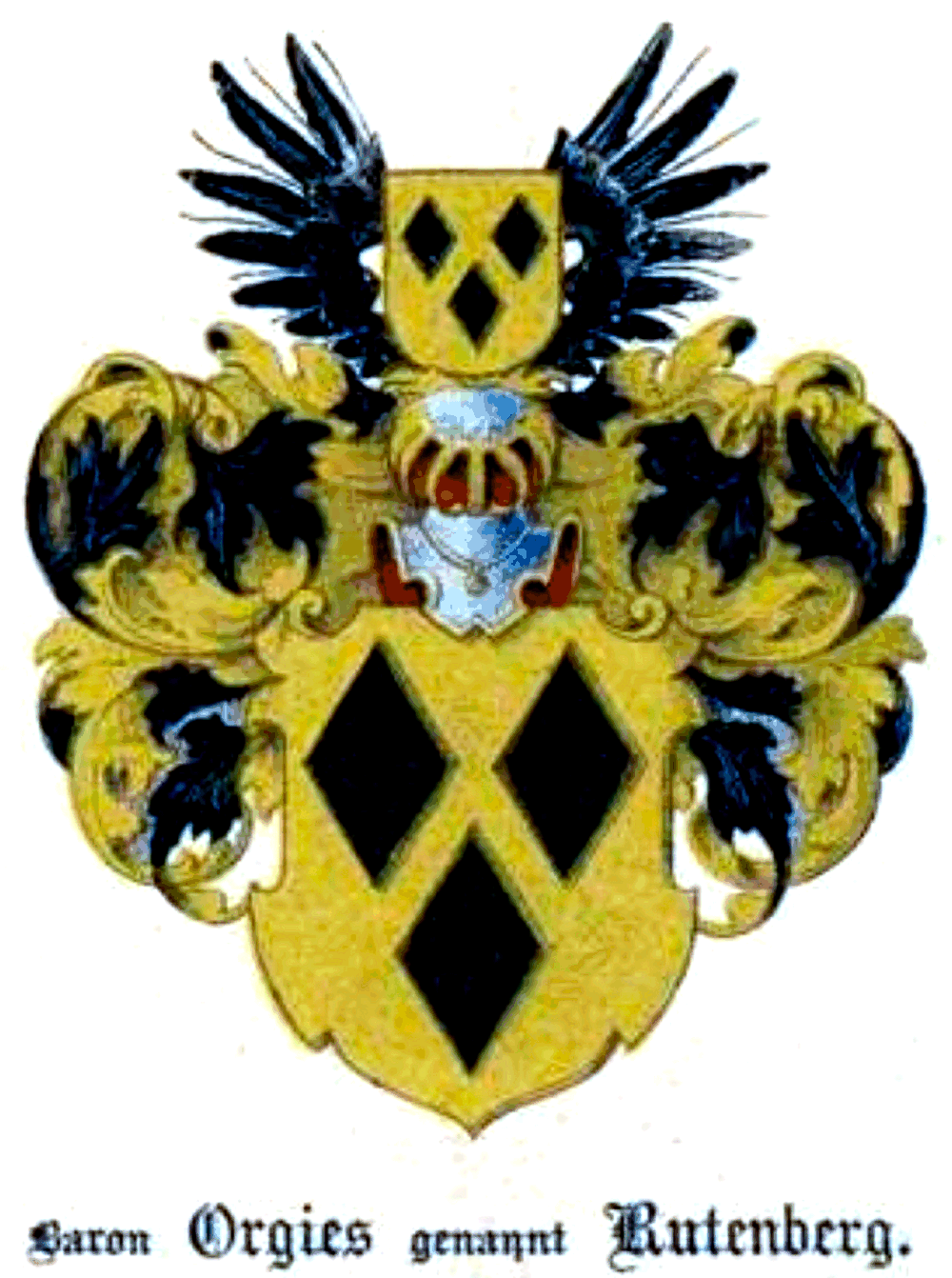
Wappen der Orgies genannt Rutenberg
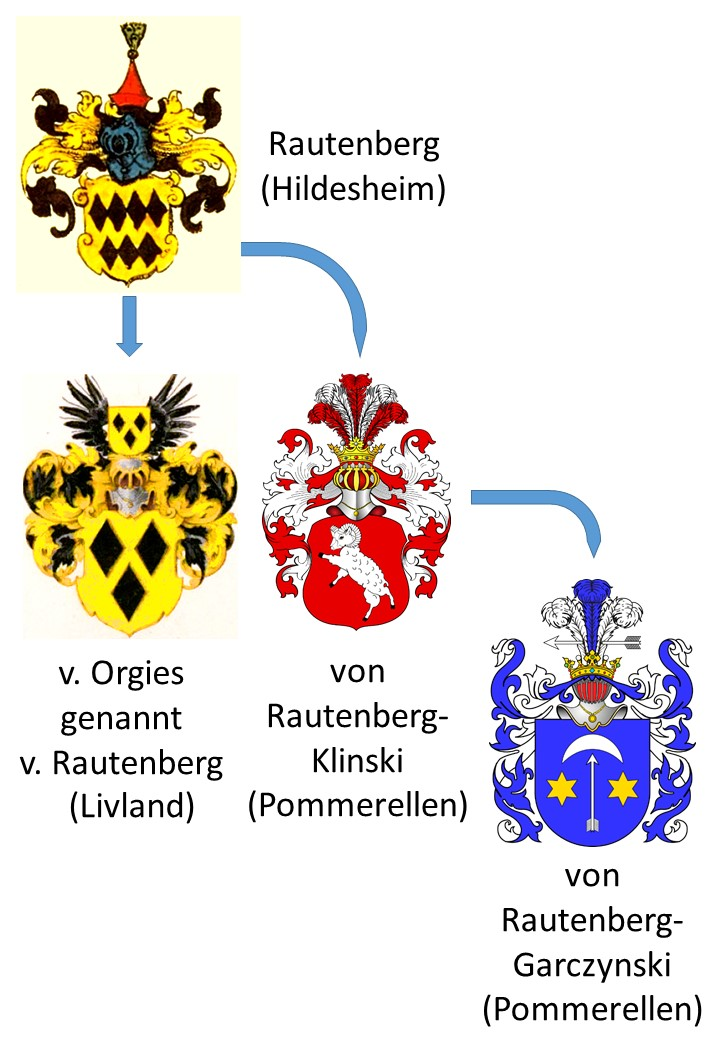
Wappen derer von Rautenbergs

Das Wappen der „de Reno“ aus Pommern zeigte im silbernen Felde drei rote Rauten (2:1) und auf dem gekrönten Helm eine rote Raute zwischen zwei weißen Staußfedern, die Helmdecken waren silbern und rot. Bei dem Wappen der Orgies gen. Rutenberg sind im goldenen Wappenschild drei schwarze Rauten (2:1) angeordnet. In älteren Darstellungen ist der Helmschmuck oft abweichend: mal sind es nur die drei Rauten (2:1) oder die Flügel sind silbern oder golden und zwischen ihnen nur die 3 Rauten. Das Wappen der Rautenbergs, welches nicht auf das Wappen der „de Renos“ zurückgeht, weist hingegen im Schild schwarze Rauten in zwei Reihen, mitunter variierend, auf. Auch die Helmzier wird unterschiedlich dargestellt, wie zum Beispiel ein spitzer roter Hut.

## Namensträger
- Carl Ferdinand von Orgies-Rutenberg (1741–1801), Kanzler und Landhofmeister im Herzogtum Kurland und Semgallen
- Johann Ferdinand von Orgies-Rutenberg (1767–1830), kurländischer Landespolitiker und Landbotenmarschall im Gouvernement Kurland
- Otto von Orgies-Rutenberg (1802–1864), kurländischer Landesbeamter und Schriftsteller